# Gestade der Vergessenheit
Gestade der Vergessenheit (meist mit Artikel „Das…“, seltener „Die…“) ist ein Gemälde von Eugen Bracht. Zwischen 1889 und 1916 entstanden acht Fassungen. Von diesen sind mindestens drei museal erhalten und werden permanent ausgestellt. Neben Arnold Böcklins Toteninsel gilt es als eines der bekanntesten Werke des Symbolismus.

## Geschichte

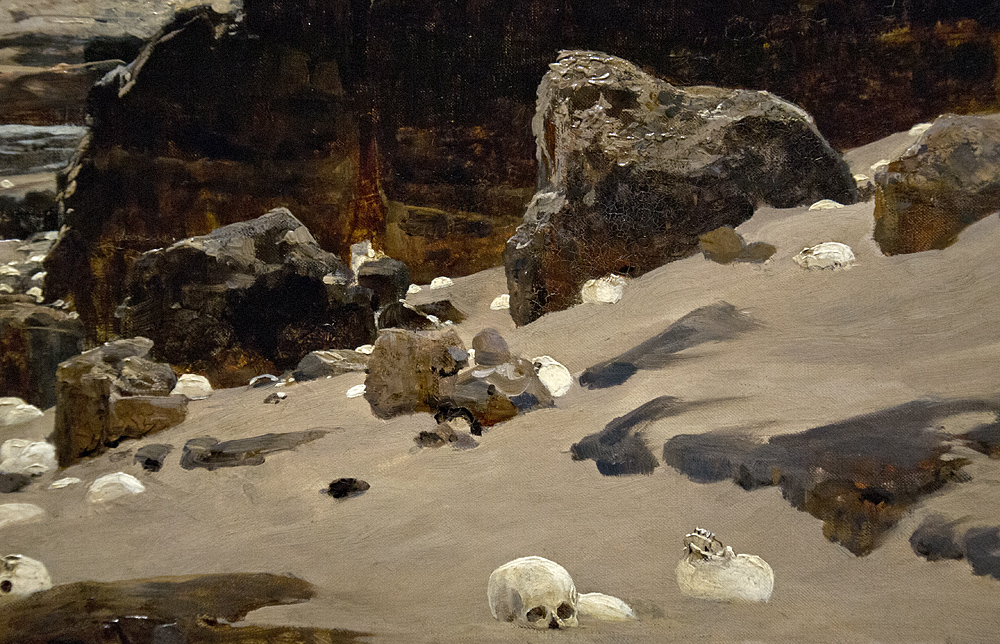
Detail mit Totenschädeln

Eugen Bracht erwähnte das Gemälde erstmals in einem Brief an seine Großmutter am 18. November 1888. Im Oktober 1889 beschickte er für eine Ausstellung hessischer Kunst die neue Kunsthalle am Rheintor in Darmstadt mit dem Werk. Die Resonanz des Publikums war so gut, dass es in die Sammlung des Großherzogs Ernst Ludwig aufgenommen wurde. Der Künstler bekam dafür jedoch keine Bezahlung, sondern durfte sich geehrt fühlen, das Gemälde schenken zu dürfen.
Zeitgleich entstand eine zweite, nahezu identische Fassung für Kaiser Wilhelm II., der es neben Arnold Böcklins Toteninsel aufhängte. Er honorierte Bracht für das Gemälde mit der Großen Goldenen Medaille.
Weitere Versionen entstanden 1897 für den Industriellen und Kunstsammler Georg Schäfer aus Schweinfurt. Eine weitere Version von 1897 gilt als verschollen. Weitere Fassungen entstanden 1911 für das Westfälische Landesmuseum in Münster und 1916 für den Schriftsteller Börries von Münchhausen (heute Kulturhistorisches Museum Görlitz).

## Einordnung
Das Thema „Tod“ wurde von Eugen Bracht in seinem Werk eher selten behandelt. Das Bild Gestade der Vergessenheit wird als finstere Fantasie einer Endzeit betrachtet, in der es keine Menschheit mehr gibt.